# Kroatië op de Paralympische Zomerspelen 2020
Kroatië was een van de landen die deelnam aan de Paralympische Zomerspelen 2020 in Tokio, Japan.

## Medailleoverzicht
| Atletiek    | Ivan Katanusic                     | Discuswerpen, F64 (m) | Zilver |  |  |
| Atletiek    | Velimir Sandor                     | Discuswerpen, F52 (m) | Zilver |  |  |
| Taekwondo   | Ivan Mikulic                       | +75 kg, K44 (m)       | Zilver |  |  |
|             |                                    |                       |        |  |  |
| Atletiek    | Deni Cerni                         | Kogelstoten, F33 (m)  | Brons  |  |  |
| Atletiek    | Mikela Ristoski                    | Verspringen, T20 (v)  | Brons  |  |  |
| Tafeltennis | Helena Dretar Karic Andela Muzinic | Team, C1-3 (v)        | Brons  |  |  |
| Zwemmen     | Dino Sinovic                       | 100 m rugslag, S6 (m) | Brons  |  |  |

## Deelnemers en resultaten
(m) = mannen, (v) = vrouwen, (g) = gemengd 

### Atletiek

#### Veldonderdelen
| Paralympiër      | Onderdeel             | Resultaat | Prestatie |
| ---------------- | --------------------- | --------- | --------- |
| Deni Cerni       | Kogelstoten, F33 (m)  | Brons     | 11.25     |
| Vladimir Gaspar  | Speerwerpen, F41 (m)  | 7e        | 36.54     |
| Ivan Katanusic   | Discuswerpen, F64 (m) | Zilver    | 55.06     |
| Marijan Presecan | Kogelstoten, F53 (m)  | 6e        | 7.53      |
| Velimir Sandor   | Discuswerpen, F52 (m) | Zilver    | 19.98     |
| Matija Sloup     | Kogelstoten, F40 (m)  | 4e        | 10.60     |
| Zoran Talic      | Verspringen, T20 (m)  | 5e        | 6.82      |
| Miljenko Vucic   | Kogelstoten, F11 (m)  | 4e        | 13.17     |
|                  |                       |           |           |
| Ana Gradecak     | Kogelstoten, F41 (v)  | 8e        | 8.07      |
| Mikela Ristoski  | Verspringen, T20 (v)  | Brons     | 5.46      |

### Boccia
| Paralympiër | Onderdeel            | Groepsfase                       | Groepsfase                      | Groepsfase                  | Groepsfase           | Positie | Finalefase           | Finalefase           | Finalefase           | Plaats |
| Paralympiër | Onderdeel            | Wedstrijd I                      | Wedstrijd II                    | Wedstrijd III               | Wedstrijd IV         | Positie | Kwartfinale          | Halve finale         | (Troost)finale       | Plaats |
| Paralympiër | Onderdeel            | Tegenstander Uitslag             | Tegenstander Uitslag            | Tegenstander Uitslag        | Tegenstander Uitslag | Positie | Tegenstander Uitslag | Tegenstander Uitslag | Tegenstander Uitslag | Plaats |
| ----------- | -------------------- | -------------------------------- | ------------------------------- | --------------------------- | -------------------- | ------- | -------------------- | -------------------- | -------------------- | ------ |
| Davor Komar | Individueel, BC4 (g) | HKG Lau Wai Yan Vivian V met 3-4 | SVK Martin Streharsky W met 5-2 | CAN Alison Levine W met 8-2 | Niet van toepassing  | 2e      | Niet gekwalificeerd  | Niet gekwalificeerd  | Niet gekwalificeerd  | 9e     |

### Judo
| Paralympiër      | Onderdeel  | Resultaat | Prestatie                                                                               |
| ---------------- | ---------- | --------- | --------------------------------------------------------------------------------------- |
| Lucija Breskovic | -70 kg (v) | 9e        | 1/8e finale: V van TUR Raziye Ulucam Herkansingen, 1e ronde: V van RPC Olga Zabrodskaia |

### Schietsport
| Paralympiër   | Onderdeel                  | Resultaat | Resultaat | Prestatie           | Prestatie           |
| Paralympiër   | Onderdeel                  | Score     | Rang      | Score               | Rang                |
| ------------- | -------------------------- | --------- | --------- | ------------------- | ------------------- |
| Damir Bosnjak | 10 m luchtpistool, SH1 (m) | 544.0     | 22e       | Niet gekwalificeerd | Niet gekwalificeerd |
| Damir Bosnjak | 25 m pistool, SH1 (g)      | 554.0     | 17e       | Niet gekwalificeerd | Niet gekwalificeerd |
| Damir Bosnjak | 50 m pistool, SH1 (g)      | 497.0     | 32e       | Niet gekwalificeerd | Niet gekwalificeerd |

### Taekwondo
| Paralympiër  | Onderdeel       | Resultaat | Prestatie |
| ------------ | --------------- | --------- | --- |
| Ivan Mikulic | +75 kg, K44 (m) | Zilver    | Kwartfinale: W van MAR Rachid Ismaili Alaoui met 28-11 Halve finale: W van USA Evan Medell met 28-9 Finale: V van IRI Asghar Aziziaghdam met 10-12 |

### Tafeltennis
| Paralympiër                        | Onderdeel         | Groepsfase                     | Groepsfase                 | Groepsfase                            | Positie             | Finalefase                 | Finalefase              | Finalefase           | Finalefase           | Plaats |
| Paralympiër                        | Onderdeel         | Wedstrijd I                    | Wedstrijd II               | Wedstrijd III                         | Positie             | 1/8e finale                | Kwartfinale             | Halve finale         | Finale               | Plaats |
| Paralympiër                        | Onderdeel         | Tegenstander Uitslag           | Tegenstander Uitslag       | Tegenstander Uitslag                  | Positie             | Tegenstander Uitslag       | Tegenstander Uitslag    | Tegenstander Uitslag | Tegenstander Uitslag | Plaats |
| ---------------------------------- | ----------------- | ------------------------------ | -------------------------- | ------------------------------------- | ------------------- | -------------------------- | ----------------------- | -------------------- | -------------------- | ------ |
| Pavao Jozic                        | Enkelspel, C7 (m) | CHN Yan Shuo V met 0-3         | BRA Paulo Salmin V met 2-3 | Niet van toepassing                   | 3e                  | Niet gekwalificeerd        | Niet gekwalificeerd     | Niet gekwalificeerd  | Niet gekwalificeerd  | 11e    |
|                                    |                   |                                |                            |                                       |                     |                            |                         |                      |                      |        |
| Helena Dretar Karic                | Enkelspel, C3 (v) | CHN Xue Juan V met 1-3         | TUR Hatice Duman W met 3-1 | Niet van toepassing                   | 2e                  | SVK Alena Kanova V met 1-3 | Uitgeschakeld           | Uitgeschakeld        | Uitgeschakeld        | 9e     |
| Andela Muzinic                     | Enkelspel, C3 (v) | ITA Michela Brunelli W met 3-1 | MEX Edith Sigala W met 3-0 | ARG Veronica Soledad Blanco W met 3-0 | 1e                  | Bye                        | KOR Yoon Jiyu V met 1-3 | Uitgeschakeld        | Uitgeschakeld        | 5e     |
| Helena Dretar Karic Andela Muzinic | Team, C1-3 (v)    | Niet van toepassing            | Niet van toepassing        | Niet van toepassing                   | Niet van toepassing | Niet van toepassing        | Turkije W met 2-0       | Zuid-Korea V met 0-2 | Uitgeschakeld        | Brons  |

### Triatlon
| Paralympiër    | Onderdeel             | Resultaat | Prestatie |
| -------------- | --------------------- | --------- | --------- |
| Antonio Franko | Individueel, PTS4 (m) | 5e        | 1:05:49   |

### Zwemmen
| Atleet             | Onderdeel                 | Series    | Series | Finale              | Finale              |
| Atleet             | Onderdeel                 | Resultaat | Rang   | Resultaat           | Rang                |
| ------------------ | ------------------------- | --------- | ------ | ------------------- | ------------------- |
| Tomi Brajsa        | 50 m vrije slag, S4 (m)   | 0:48.33   | 17e    | Niet gekwalificeerd | Niet gekwalificeerd |
| Tomi Brajsa        | 200 m vrije slag, S4 (m)  | 3:32.14   | 12e    | Niet gekwalificeerd | Niet gekwalificeerd |
| Dino Sinovic       | 100 m vrije slag, S6 (m)  | 1:13.26   | 14e    | Niet gekwalificeerd | Niet gekwalificeerd |
| Dino Sinovic       | 100 m rugslag, S6 (m)     | 1:16.74   | 3e     | 1:15.74             | Brons               |
| Kristijan Vincetic | 100 m vlinderslag, S9 (m) | 1:02.68   | 9e     | Niet gekwalificeerd | Niet gekwalificeerd |
|                    |                           |           |        |                     |                     |
| Paula Novina       | 100 m schoolslag, SB8 (v) | 1:31.62   | 9e     | Niet gekwalificeerd | Niet gekwalificeerd |

Afghanistan · 
Algerije · 
Amerikaanse Maagdeneilanden · 
Angola · 
Argentinië · 
Armenië · 
Aruba · 
Australië · 
Azerbeidzjan · 
Bahrein · 
Barbados · 
Belarus · 
België · 
Benin · 
Bermuda · 
Bosnië en Herzegovina · 
Botswana · 
Brazilië · 
Bulgarije · 
Burkina Faso · 
Burundi · 
Cambodja · 
Canada · 
Centraal-Afrikaanse Republiek · 
Chili · 
China · 
Chinees Taipei · 
Colombia · 
Congo-Brazzaville · 
Congo-Kinshasa · 
Costa Rica · 
Cuba · 
Cyprus · 
Denemarken · 
Dominicaanse Republiek · 
Duitsland · 
Ecuador · 
Egypte · 
El Salvador · 
Estland · 
Ethiopië · 
Faeröer · 
Fiji · 
Filipijnen · 
Finland · 
Frankrijk · 
Gabon · 
Gambia · 
Georgië · 
Ghana · 
Griekenland · 
Groot-Brittannië · 
Guatemala · 
Guinee · 
Guinee‑Bissau · 
Haïti · 
Honduras · 
Hongarije · 
Hongkong · 
Ierland · 
IJsland · 
India · 
Indonesië · 
Irak · 
Iran · 
Israël · 
Italië · 
Ivoorkust · 
Jamaica · 
Japan · 
Jordanië · 
Kaapverdië · 
Kameroen · 
Kazachstan · 
Kenia · 
Kirgizië · 
Koeweit · 
Kroatië · 
Laos · 
Lesotho · 
Letland · 
Libanon · 
Liberia · 
Libië · 
Litouwen · 
Luxemburg · 
Madagaskar · 
Maleisië · 
Mali · 
Malta · 
Marokko · 
Mauritius · 
Mexico · 
Moldavië · 
Mongolië · 
Montenegro · 
Mozambique · 
Namibië · 
Nederland · 
Nepal · 
Nicaragua · 
Nieuw-Zeeland · 
Niger · 
Nigeria · 
Noord-Macedonië · 
Noorwegen · 
Oeganda · 
Oekraïne · 
Oezbekistan · 
Oman · 
Oostenrijk · 
Pakistan · 
Palestina · 
Panama · 
Papoea-Nieuw-Guinea · 
Peru · 
Polen · 
Portugal · 
Puerto Rico · 
Qatar · 
Roemenië · 
Russisch Paralympisch Comité ·
Rwanda · 
Saint Vincent en Grenadines · 
Samoa · 
Saoedi-Arabië · 
Sao Tomé en Principe · 
Senegal · 
Servië · 
Seychellen · 
Sierra Leone · 
Singapore · 
Slovenië · 
Slowakije · 
Somalië · 
Spanje · 
Sri Lanka · 
Syrië · 
Tadzjikistan · 
Tanzania · 
Thailand · 
Togo · 
Tonga · 
Trinidad en Tobago · 
Tsjechië · 
Tunesië · 
Turkije · 
Turkmenistan · 
Uruguay · 
Venezuela · 
Verenigde Arabische Emiraten · 
Verenigde Staten · 
Vietnam · 
Zimbabwe · 
Zuid-Afrika · 
Zuid-Korea · 
Zweden · 
Zwitserland
Paralympisch Vluchtelingen Team